# Altnau
Altnau – miejscowość i gmina (Politische Gemeinde) w północno-wschodniej Szwajcarii, w kantonie Turgowia, w okręgu (Bezirk) Kreuzlingen. Leży nad Jeziorem Bodeńskim. 

## Demografia
W Altnau mieszkają 2 323 osoby. W 2021 roku 21,5% populacji gminy stanowiły osoby urodzone poza Szwajcarią. 

## Współpraca
Miejscowość partnerska:
- Hagnau am Bodensee, Niemcy

## Transport
Przez teren gminy przebiega droga główna nr 13.